# Houbeles pictus
Houbeles pictus (s podtitulem rýmovaný atlas hub pro nejmenší houbaře) je rýmovaný atlas hub, „vhodný pro děti větší než houby“, básníka Petra Maděry, který vydalo v roce 2008 nakladatelství Práh. Knihu ilustroval slovenský výtvarník Miloš Kopták s použitím kolorovaných rytin z knihy lékaře šlechtického původu Julia Vincence Krombholze z počátku 19. století (jde údajně vůbec o nejstarší český atlas hub). V roce 2019 vyšla na CD hudební verze knihy pod názvem Houbeles musicus (Indies Scope).

## Obsah knihy
Kniha je členěna do čtyř barevně odlišených částí (3 hlavní části plus 1 jakožto rýmovaný obsah a vysvětlivky).
Žlutá (podtisk zašlého papíru): Zde jsou dvojstrany věnované jednotlivým houbám, přičemž na sudé straně je nejprve rýmovaná hádanka a na liché „odpověď“ ve formě základní básně charakterizující daný druh houby. Nadpis neboli název pojednané houby je vytištěn zrcadlově, děti jej tedy mohou číst pomocí zrcátka. V atypické kapitole Holubinky mohou čtenáři rozvíjet své znalosti barevných odstínů, i slovní zásobu.
Zelenošedá: Delší veršovaná pohádka O princezně helmovce.
Nachová: Obsahuje pestrou směs dalších témat týkajících se hub a houbaření (Trubky a rourky, Kořenohoubí, Jak sbírat maso lesa, Podhoubí apod.), ale také Houbí strašidla a jiné vlhkomilné bytosti, nebo dokonce rýmovaný recept na smaženici.
Šedá: Zde je netradičně pojatý obsah. Jde vlastně o svébytná dvojverší, která přečtena v opačném pořadí tvoří řadu dalších mikrohádanek. Každá ilustrace v knize je doplněna ikonou značící jedlost či nejedlost houby. V závěrečné části jsou pak k jednotlivým ikonám zrýmovány vysvětlivky.
Ačkoli byla kniha prezentována spíše jako naučná encyklopedie, je především vtipným literárním počinem („…jako dětská knížka obstojí výtečně a v žánru poezie pro děti jde dokonce o malou houbovou revoluci.“ R. Malý ). Při jejím čtení se děti seznámí se znaky našich jedlých i jedovatých hub jaksi mimochodem, hrou, jsou totiž organicky vtěleny do veršů (Houbeles obsahuje na 90 druhů hub, počítáme-li i tzv. houbí strašidla a vlhkomilné bytosti, nápaditě stylizované M. Koptákem).
Kniha byla nominována na Zlatou stuhu za ilustrace.

## Houbeles musicus
V roce 2019 vyšla u Indies hudební verze knihy – album Houbeles musicus, které obsahuje 44 písní a hádanek o celkové délce 80 minut. Autorkou hudby je Alžběta Trojanová. Před každou skladbou je předřazena čtená hádanka v podání Arnošta Goldflama. Zhudebněné odpovědi na CD spolu se skladatelkou vyzpěvují kapely Traband, The Plastic People of the Universe (jako jedovaté houby), Bezobratři, Dick O’Brass, Tygroo a další. Součástí alba je leporelo s novými texty a ilustracemi. 

## Zajímavosti
Název Houbeles pictus je zjevná parafráze na dílo Orbis pictus.
Na str. 117 jsou jediné dvě houby, které ve skutečnosti neexistují, vznikly zkomolením názvů skutečných hub – holubinky parkové a žampionu opásaného – autorovým synem (přispěl pravděpodobně i jejich ilustracemi).
Sporná je vhodnost zařazení lysohlávky („Lysohlávka – k nebi lávka“), byť je uvedena jako jedovatá houba. Pohádka o princezně Helmovce byla původně o princezně Lysohlávce, ale Maděra později, s ohledem na děti, od původního názvu upustil.
Název knihy inspiroval mimo jiné třeba obchodní značku Les Houbeles nebo pořad České televize Škola snů.